# Onverwacht
Onverwacht är huvudstad i Para i Surinam. Den hade 6 113 invånare år 2012.